# Mariano Puerta
Mariano Puerta (født 19. september 1978 i San Francisco en by i Córdoba provinsen, Argentina) er en argentinsk tennisspiller, der blev professionel i 1998. Han har igennem sin karriere vundet 3 single- og 3 doubletitler, og hans højeste placering på ATP's verdensrangliste er en 9. plads, som han opnåede i august 2005.
I 2003 modtog Puerta en toårig udelukkelse, da han blev testet positiv for brug af clenbuterol.

## Grand Slam
Puertas bedste Grand Slam-resultat i singlerækkerne kom ved French Open, hvor han i 2005 spillede sig frem til finalen. Her tabte han dog til spanske Rafael Nadal, der vandt i fire sæt.